# 니루 바즈와
니루 바즈와(영어: Neeru Bajwa, 펀자브어: ਨੀਰੂ ਬਾਜਵਾ, 힌디어: नीरू बाजवा, 1981년 8월 26일 ~ )는 캐나다의 배우, 감독, 프로듀서로, 인도 영화계를 중심으로 활동하고 있다.